# Dzieje Piotra
Dzieje Piotra – utwór apokryficzny opisujący dzieje apostoła Piotra.

## Pochodzenie utworu
Utwór powstał prawdopodobnie w środowisku syryjskim. Z pierwotnego tekstu spisanego w języku greckim zachował się jedynie opis męczeństwa, reszta zachowanego tekstu pochodzi ze skróconej wersji łacińskiej z IV wieku. Z powodu skrócenia wersji łacińskiej i usunięcia z niej elementów nieortodoksyjnych, zachowane Dzieje Piotra liczą około 2/3 z pierwotnych 2750 stychów.
Utwór powstał wcześniej niż Dzieje Pawła, przez co datuje się jego spisanie na II wiek.
Z powodu usunięcia z zachowanej wersji łacińskiej fragmentów nieortodoksyjnych nieznane jest środowisko, w którym powstały Dzieje Piotra. Zazwyczaj wskazuje się, że utwór mógł powstać w kręgach manichejskich lub pryscyliańskich, gdzie był używany.
Dzieje Piotra były wielokrotnie potępiane jako heretyckie, między innymi przez Euzebiusza i Augustyna.

## Treść
Akcja pierwotnego tekstu rozgrywała się w Jerozolimie i Rzymie, jednak do naszych czasów zachowała się jedynie część dotycząca pobytu Piotra w Rzymie. Znaczna część utworu koncentruje się wokół walki Piotra z Szymonem Magiem.
Z Dziejów Piotra pochodzą pozakanoniczne wiadomości o ukrzyżowaniu go głową w dół i informacja że miał córkę. Pomimo potępienia utworu jako heretyckiego informacje te były wielokrotnie przytaczane przez pisarzy wczesnochrześcijańskich i wraz z odejściem utworu w zapomnienie w VII wieku przetrwały jako elementy wtórnych kompozycji. 